# Homalia microdendron
Homalia microdendron là một loài rêu trong họ Neckeraceae. Loài này được (Mont.) A. Jaeger mô tả khoa học đầu tiên năm 1877.